# Gauliga Harz
Die Gauliga Harz (auch 1. Klasse Harz) war eine der obersten Fußballligen des Verbandes Mitteldeutscher Ballspiel-Vereine (VMBV). Sie wurde 1908 ins Leben gerufen und bestand bis zur Auflösung des VMBV 1933. Der Sieger qualifizierte sich für die Endrunde der mitteldeutschen Fußballmeisterschaft.

## Überblick
Der Harzgau wurde auf Bemühen des SC Thale am 12. September 1908 gegründet, das offizielle Wirken begann am 1. Oktober 1908. Der Gau wurde ab 8. März 1909 offizielles Mitglied des VMBV, woraufhin die Gauliga Harz als oberste Spielklasse ins Leben gerufen wurde. Im Sommer 1917 schloss sich der Nordharzer Rasensport-Verband dem Gau an, der Verband war vorher eine Abteilung im Norddeutschen Fußball-Verband (10. Bezirk). 
Die 1. Klasse Harz startete mit vier Teilnehmern. Mit Beginn des Ersten Weltkriegs fand 1914 anstatt des normalen Spielbetriebes eine so genannte Rot-Kreuz-Runde statt. Da sich sämtliche Mannschaften im Laufe der Spielzeit zurückgezogen hatten, wurde diese Runde jedoch abgebrochen. In den weiteren Kriegsjahren wurde der Spielbetrieb mit sechs Mannschaften in der Gauliga fortgeführt.
Im Zuge der Spielklassenreform des VMBV 1919 war die Gauliga Harz nur noch zweitklassig. Mit der Kreisliga Elbe wurde eine neue oberste Spielklasse geschaffen, die neben dem Gau Harz noch die Gaue Altmark, Anhalt und Mittelelbe beinhalteten. Diese Kreisliga wurde von den Magdeburger Vereinen dominiert, einzig Germania Halberstadt konnte sich aus dem Gau Harz in der ersten Spielklasse halten. Zur Spielzeit 1923/24 wurden die Kreisligen wieder abgeschafft, fortan war die Gauliga Harz bis 1933 erneut erstklassig. Ab 1929 wurde die Liga mit zehn Teilnehmern ausgespielt.
Im Zuge der Gleichschaltung wurde der VMBV und demzufolge auch die Gauliga Harz, wenige Monate nach der Machtübernahme der Nationalsozialisten im Jahre 1933 aufgelöst. Kein Verein aus diesem Gau qualifizierte sich für die neu eingerichtete erstklassige Gauliga Mitte, stattdessen wurden die Vereine in die unteren Spielklassen eingeordnet.
Die Gauliga Harz wurde vom FC Germania Halberstadt dominiert, der sich insgesamt 15 Mal den Gaumeistertitel sichern konnte. Das allererste Turnier in der Spielzeit 1908/09, welches noch nicht vom VMBV organisiert wurde, gewann der FC Askania Aschersleben. Die erste Meisterschaft innerhalb des VMBV gewann FK Hohenzollern Quedlinburg, allerdings war der Gaumeister Harz in dieser Spielzeit noch nicht für die Endrunde qualifiziert. Es folgten drei Meisterschaften von Preußen Halberstadt, bevor Germania Halberstadt die restlichen ausgetragenen Meisterschaften bis 1933 gewinnen konnte.

## Einordnung
Die übermäßige Anzahl an erstklassigen Gauligen innerhalb des VMBVs hatte eine Verwässerung des Spielniveaus verursacht, es gab teilweise zweistellige Ergebnisse in den mitteldeutschen Fußballendrunden. Die Vereine aus der Gauliga Harz gehörten zu den spielschwächeren Vereinen im Verband. Nur fünfmal konnte überhaupt die erste Runde überstanden werden, es folgten spätestens in der zweiten Runde dann deutliche Niederlagen (z. Bsp.: 1916/17 0:12 gegen den FC Wacker Halle, 1925/26 1:8 gegen die Sportfreunde Halle, 1931/32 2:8 gegen den Dresdner SC). Für eine Überraschung sorgte Germania Halberstadt in der ersten Runde 1931/32, als der FV Fortuna Magdeburg, Sieger der starken Gauliga Mittelelbe, mit 4:2 bezwungen werden konnte.
Für die ab 1933 eingeführte Gauliga Mitte qualifizierte sich keine Mannschaft aus der Gauliga Harz. Bis 1945 gelang auch keinem Verein aus dem Gaugebiet Harz der Aufstieg in diese Liga.

## Meister der Gauliga Harz 1909–1933
| Jahr    | Gaumeister Harz             | Abschneiden mitteldt. Meisterschaft a | Mitteldeutscher Meister       |
| ------- | --------------------------- | ------------------------------------- | ----------------------------- |
| 1909/10 | FK Hohenzollern Quedlinburg | keine Teilnahme                       | VfB Leipzig                   |
| 1910/11 | Preußen Halberstadt         | Vorrunde (1)                          | VfB Leipzig                   |
| 1911/12 | Preußen Halberstadt         | 1. Runde (1)                          | SpVgg 1899 Leipzig-Lindenau   |
| 1912/13 | Preußen Halberstadt         | Viertelfinale B (1)                   | VfB Leipzig                   |
| 1913/14 | FC Germania Halberstadt     | 1. Runde (1)                          | SpVgg 1899 Leipzig-Lindenau   |
| 1914/15 | abgebrochen                 | keine mitteldeutsche Endrunde         | keine mitteldeutsche Endrunde |
| 1915/16 | FC Germania Halberstadt     | keine Teilnahme                       | FC Eintracht Leipzig          |
| 1916/17 | FC Germania Halberstadt     | Zwischenrunde (2)                     | Hallescher FC 1896            |
| 1917/18 | FC Germania Halberstadt     | Vorrunde (1)                          | VfB Leipzig                   |
| 1918/19 | FC Germania Halberstadt     | Vorrunde (1)                          | Hallescher FC 1896            |
| 1919/20 | Kreisliga Elbe              | Kreisliga Elbe                        | VfB Leipzig                   |
| 1920/21 | Kreisliga Elbe              | Kreisliga Elbe                        | FC Wacker Halle               |
| 1921/22 | Kreisliga Elbe              | Kreisliga Elbe                        | SpVgg 1899 Leipzig-Lindenau   |
| 1922/23 | Kreisliga Elbe              | Kreisliga Elbe                        | SV Guts Muts Dresden          |
| 1923/24 | FC Germania Halberstadt     | 2. Runde (2)                          | SpVgg 1899 Leipzig-Lindenau   |
| 1924/25 | FC Germania Halberstadt     | 1. Runde (1)                          | VfB Leipzig                   |
| 1925/26 | FC Germania Halberstadt     | 2. Runde (2)                          | Dresdner SC                   |
| 1926/27 | FC Germania Halberstadt     | 1. Vorrunde (1)                       | VfB Leipzig                   |
| 1927/28 | FC Germania Halberstadt     | 1. Vorrunde (1)                       | FC Wacker Halle               |
| 1928/29 | FC Germania Halberstadt     | 1. Vorrunde (1)                       | Dresdner SC                   |
| 1929/30 | FC Germania Halberstadt     | 1. Vorrunde                           | Dresdner SC                   |
| 1930/31 | FC Germania Halberstadt     | 1. Vorrunde (1)                       | Dresdner SC                   |
| 1931/32 | FC Germania Halberstadt     | 2. Vorrunde (2)                       | PSV Chemnitz                  |
| 1932/33 | FC Germania Halberstadt     | 2. Runde (2)                          | Dresdner SC                   |

## Rekordmeister
Rekordmeister der Gauliga Harz ist der FC Germania Halberstadt, der den Titel 15 Mal gewinnen konnten.
|  | Verein                      | Titel | Jahr |
|  | --------------------------- | ----- | --- |
|  | FC Germania Halberstadt     | 15    | 1913/14, 1915/16, 1916/17, 1917/18, 1918/19, 1923/24, 1924/25, 1925/26, 1926/27, 1927/28, 1928/29, 1929/30, 1930/31, 1931/32, 1932/33 |
|  | Preußen Halberstadt         | 3     | 1910/11, 1911/12, 1912/13 |
|  | FK Hohenzollern Quedlinburg | 1     | 1909/10 |